# Duncan Stewart
Duncan Antonio Stewart Agell, né en 1833 à Buenos Aires et mort en 1923 à Montevideo, est un homme d'État uruguayen.
Il est le président de facto de l’Uruguay en 1894.

## Biographie
Membre du Parti Colorado, il est sénateur et député dans les années 1890, et ministre des Finances d'Uruguay dans les années 1880. 